# Saint-Paul-lès-Monestier
Saint-Paul-lès-Monestier este o comună în departamentul Isère din sud-estul Franței. În 2009 avea o populație de 272 de locuitori.

## Evoluția populației
| An        | 1975 | 1982 | 1990 | 1999 | 2006 | 2009 |
| --------- | ---- | ---- | ---- | ---- | ---- | ---- |
| Populație | 132  | 160  | 190  | 220  | 283  | 272  |